# Raya Obscura, Tamiahua
Raya Obscura är en ort i Mexiko.   Den ligger i kommunen Tamiahua och delstaten Veracruz, i den sydöstra delen av landet, 260 km nordost om huvudstaden Mexico City. Raya Obscura ligger 18 meter över havet och antalet invånare är 373.
Terrängen runt Raya Obscura är platt. Runt Raya Obscura är det ganska glesbefolkat, med 26 invånare per kvadratkilometer. Närmaste större samhälle är Tamiahua, 6,8 km öster om Raya Obscura. Trakten runt Raya Obscura består till största delen av jordbruksmark.